# Ichneumon sapporoensis
Ichneumon sapporoensis là một loài tò vò trong họ Ichneumonidae.